# Karim Ben Amor (animateur)
Pour les articles homonymes, voir Karim Ben Amor et Ben Amor.
Karim Ben Amor (arabe : كريم بن عمر), né le 12 mai 1964 à Sfax, est un animateur de radio et de télévision tunisien.

## Biographie
Titulaire d'une maîtrise universitaire en informatique de gestion de l'Institut supérieur de gestion de Tunis (1986) et d'un DEA en informatique des organisations de Paris-Dauphine (1988), il devient responsable dans une banque tunisienne pendant douze ans.
Il commence sa carrière médiatique à la télévision. Sur Canal+ Horizons, il anime Ileik (septembre-décembre 1992) puis Musique Horizons (janvier 1993-décembre 1999) où il interviewe de nombreux artistes. En juillet 2000, il rejoint Canal 21 où il anime diverses émissions jusqu'en décembre 2001. En janvier 2002, il arrive sur Tunis 7 et anime une chronique sur les origines des danses dans Shams Al Ahad jusqu'en juillet. De novembre 2002 à juillet 2004, il anime Trait d'union, un magazine destiné aux Tunisiens de l'étranger.
Dans le même temps, il rejoint Radio Tunis chaîne internationale en septembre 2000. Il y anime le magazine culturel Ça déménage (septembre 2000-décembre 2004), la chronique musicale Opus (septembre 2003-juin 2005) et le magazine sportif Tir au but. Il devient surtout célèbre pour son émission ZanZanA consacrée à la scène rock tunisienne.
Chroniqueur à Tunivisions, il rejoint Express FM dès son lancement avant d'en démissionner en février 2013.
Karim Ben Amor est marié et père de deux enfants.